# Roberto Carboni
Roberto Eduardo Carboni (8 de abril de 1985, Buenos Aires, Argentina) es un futbolista argentino que se desempeña como volante.

## Trayectoria
Roberto Carboni es un centrocampista zurdo que nació en Bernal y debutó en Club Atlético Independiente en la temporada de 2004. Carboni participó en 8 partidos oficiales y 3 por torneos de verano marcando 2 goles durante su primera temporada en Independiente. En el 2005, se trasladó a All Boys en la Primera B Metropolitana, donde jugó varios partidos y se ganó la titularidad.
En 2006 se trasladó a Estudiantes de Mérida de Venezuela. En la temporada 2007/08 pasó a Deportivo Anzoátegui.
Después de pasar seis meses de su carrera en Deportivo Cuenca, Carboni se trasladó a Europa en enero de 2009 para jugar 2 temporadas  en el club búlgaro Chernomorets Burgas. Hizo su debut en el club búlgaro el 7 de marzo de 2009 contra Botev Plovdiv en la fecha 16 de la Primera División del Fútbol Búlgaro.
En FBC Melgar jugó al lado del portero peruano José Carvallo, quien fuera mundialista en la Copa Mundial de Fútbol de 2018.

## Clubes
| Club                  | País        | Año       |
| --------------------- | ----------- | --------- |
| Independiente         | Argentina   | 2004      |
| All Boys              | Argentina   | 2005      |
| Estudiantes de Mérida | Venezuela   | 2006      |
| Deportivo Anzoátegui  | Venezuela   | 2007-2008 |
| Deportivo Cuenca      | Ecuador     | 2008      |
| Chernomorets Burgas   | Bulgaria    | 2009-2010 |
| APOP Peyias           | Chipre      | 2011      |
| Lobos BUAP            | México      | 2011      |
| FBC Melgar            | Perú        | 2012      |
| Nacional Potosí       | Bolivia     | 2013      |
| CD Luis Ángel Firpo   | El Salvador | 2014      |